# 曹文平
曹文平，中华人民共和国政治人物、全国脱贫攻坚先进个人。

## 生平
曹文平任安康市扶贫开发局政办科科长。因在脱贫攻坚战中作出突出贡献，2021年2月25日全国脱贫攻坚总结表彰大会上，曹文平被授予“全国脱贫攻坚先进个人”。